# Biographisch-Bibliographisches Kirchenlexikon
Il Biographisch-Bibliographisches Kirchenlexikon (BBKL; Lessico bio-bibliografico della Chiesa) è un dizionario biografico e bibliografico in lingua tedesca, concernente la storia del cristianesimo, fondato nel 1975 da Friedrich Wilhelm Bautz. 

## Descrizione
Con più di 20 000 voci, il BBKL è una fonte aggiornata ed esauriente sulla vita di numerose personalità eminenti nella storia della Chiesa e nella storia della filosofia. Vi si trovano notizie biografiche dettagliate su eminenti studiosi del passato nei campi della teologia, della storia, della letteratura, della musica, della pittura, della pedagogia e della filosofia. I dati biografici sono corredati da numerosi riferimenti bibliografici molto esaurienti.
I supplementi sono pubblicati dall'editore Traugott Bautz.  
La maggior parte delle voci dell'edizione a stampa è accessibile gratuitamente attraverso internet. 

## Volumi
- Band[1] 1 (Aalders–Faustus v. Byzanz), Hamm 1975, ISBN 3-88309-013-1
- Band 2 (Faustus v. Mileve–Jeanne, d'Arc), Hamm 1990, ISBN 3-88309-032-8
- Band 3 (Jedin–Kleinschmidt), Herzberg 1992, ISBN 3-88309-035-2
- Band 4 (Kleist–Leyden), Herzberg 1992, ISBN 3-88309-038-7
- Band 5 (Leyen–Mönch), Herzberg 1993, ISBN 3-88309-043-3
- Band 6 (Moenius–Patijn), Herzberg 1993, ISBN 3-88309-044-1
- Band 7 (Patocka–Remachus), Herzberg 1994, ISBN 3-88309-048-4
- Band 8 (Rembrandt–Scharbel (Charbel)), Herzberg 1994, ISBN 3-88309-053-0
- Band 9 (Scharling–Sheldon), Herzberg 1995, ISBN 3-88309-058-1
- Band 10 (Shelkov–Stoß, Andreas), Herzberg 1995, ISBN 3-88309-062-X
- Band 11 (Stoß, Veit–Tieffenthaler), Herzberg 1996, ISBN 3-88309-064-6
- Band 12 (Tibbon–Volpe), Herzberg 1997, ISBN 3-88309-068-9
- Band 13 (Voltaire–Wolfram von Eschenbach), Herzberg 1998, ISBN 3-88309-072-7
- Band 14 (Wolfram von Eschenbach–Zuygomalas, Theodosios und Ergänzungen[2] I), Herzberg 1998, ISBN 3-88309-073-5
- Band 15 (Ergänzungen II), Herzberg 1999, ISBN 3-88309-077-8
- Band 16 (Ergänzungen III), Herzberg 1999, ISBN 3-88309-079-4
- Band 17 (Ergänzungen IV), Herzberg 2000, ISBN 3-88309-080-8
- Band 18 (Ergänzungen V), Herzberg 2001, ISBN 3-88309-086-7
- Band 19 (Ergänzungen VI), Nordhausen 2001, ISBN 3-88309-089-1
- Band 20 (Ergänzungen VII), Nordhausen 2002, ISBN 3-88309-091-3
- Band 21 (Ergänzungen VIII), Nordhausen 2003, ISBN 3-88309-110-3
- Band 22 (Ergänzungen IX), Nordhausen 2003, ISBN 3-88309-133-2
- Band 23 (Ergänzungen X), Nordhausen 2004, ISBN 3-88309-155-3
- Band 24 (Ergänzungen XI), Nordhausen 2005, ISBN 3-88309-247-9
- Band 25 (Ergänzungen XII), Nordhausen 2005, ISBN 3-88309-332-7
- Band 26 (Ergänzungen XIII), Nordhausen 2006, ISBN 3-88309-354-8
- Band 27 (Ergänzungen XIV), Nordhausen 2007, ISBN 978-3-88309-393-2
- Band 28 (Ergänzungen XV), Nordhausen 2007, ISBN 978-3-88309-413-7
- Band 29 (Ergänzungen XVI), Nordhausen 2008, ISBN 978-3-88309-452-6
- Band 30 (Ergänzungen XVII), Nordhausen 2009, ISBN 978-3-88309-478-6
- Band 31 (Ergänzungen XVIII), Nordhausen 2010, ISBN 978-3-88309-544-8
- Band 32 (Ergänzungen XIX), Nordhausen 2011, ISBN 978-3-88309-615-5
- Band 33 (Ergänzungen XX), Nordhausen 2012, ISBN 978-3-88309-690-2
- Band 34 (Ergänzungen XXI), Nordhausen 2013, ISBN 978-3-88309-766-4